# Urs Wyss

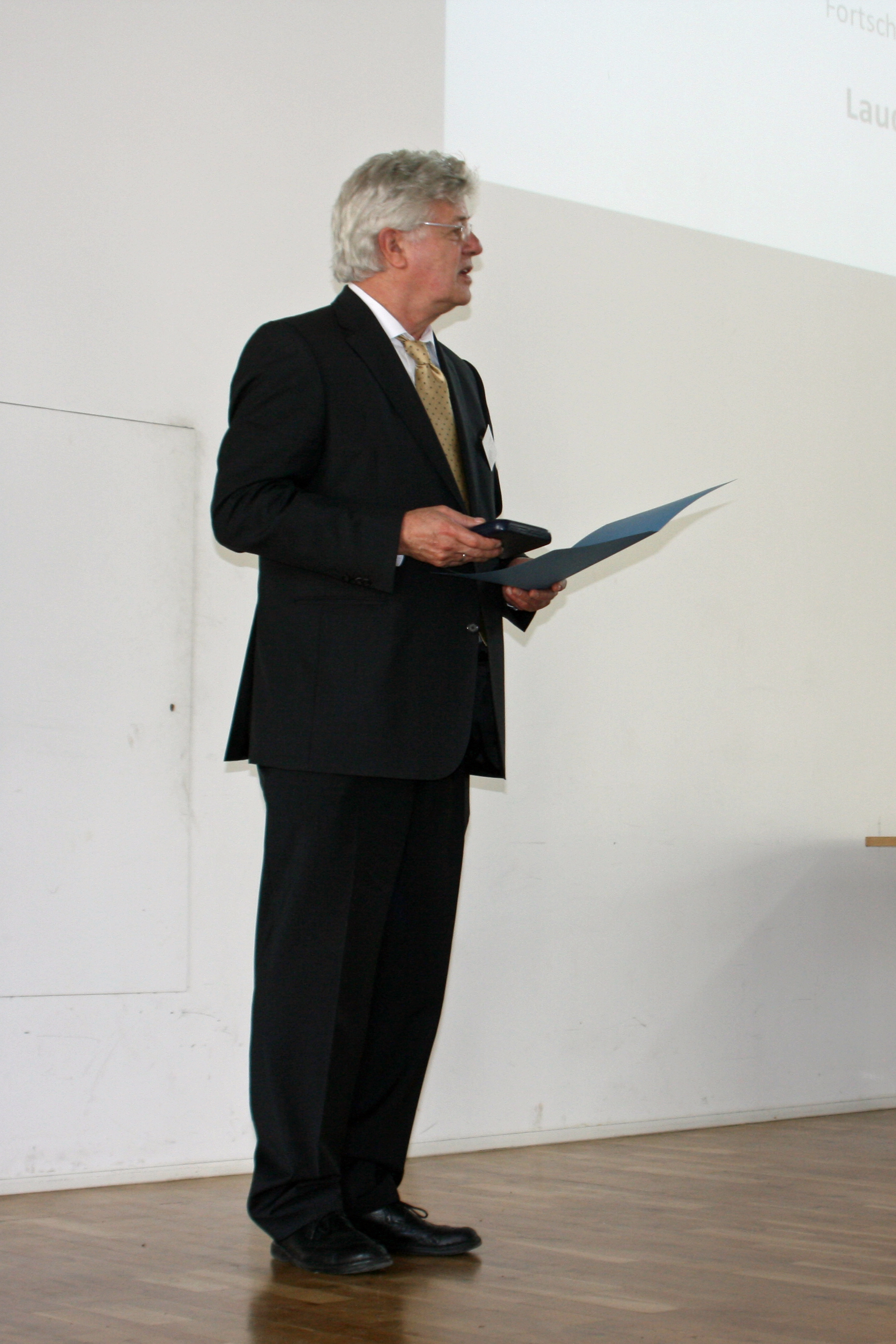
Urs Wyss (2011)

Urs Wyss (* 13. April 1939 in Solothurn) ist ein Schweizer Phytopathologe und Entomologe.

## Leben
Urs Wyss ist der Sohn des Kaufmanns Hans Wyss und seiner Ehefrau Jilly geborene Krause. Nach kurzer Tätigkeit als Gartenbaupraktikant im Familienbetrieb und der Rekrutenschule bei der Schweizer Armee auf dem Monte Ceneri studierte Wyss Gartenbauwissenschaften an der University of Reading. Dort lernte er seine erste Frau Phoebe Wyss (* 1941) kennen, die in Reading Englisch und Philosophie studierte, später in Hannover Englisch unterrichtete und sich seit 1985 professionell mit Astrologie beschäftigt. Aus dieser Ehe gingen zwei Kinder hervor.
1964 gingen Urs und Phoebe Wyss gemeinsam nach Hannover an die Technische Universität Hannover. Urs Wyss arbeitete am dortigen Institut für Pflanzenkrankheiten und Pflanzenschutz bei Eckart Meyer (1907–1990) an Wurzelnematoden. Seine Arbeiten mündeten in einer Dissertation und schliesslich in einer Habilitation zum Thema pflanzenparasitärer Fadenwürmer. Seit 1970 drehte Urs Wyss in Zusammenarbeit mit dem Institut für den Wissenschaftlichen Film (IWF, Göttingen) Filme zum Verhalten der untersuchten Tiere.
Im Jahre 1978 wurde Urs Wyss C3-Professor für Phytomedizin an der TU Hannover. Als ihm 1982 eine C4-Professur an der Christian-Albrechts-Universität zu Kiel angeboten wurde, nahm er an und wurde in Kiel Leiter des dortigen Instituts für Phytopathologie. Neben vielen anderen Nematodenarten fand der Rübenzystennematode Heterodera schachtii besondere Beachtung. Einer der Schüler von Urs Wyss war Carsten Höller, der sich 1993 mit einer Arbeit über die Geruchskommunikation zwischen Insekten habilitierte, dann aber professionell der Kunst zuwandt.

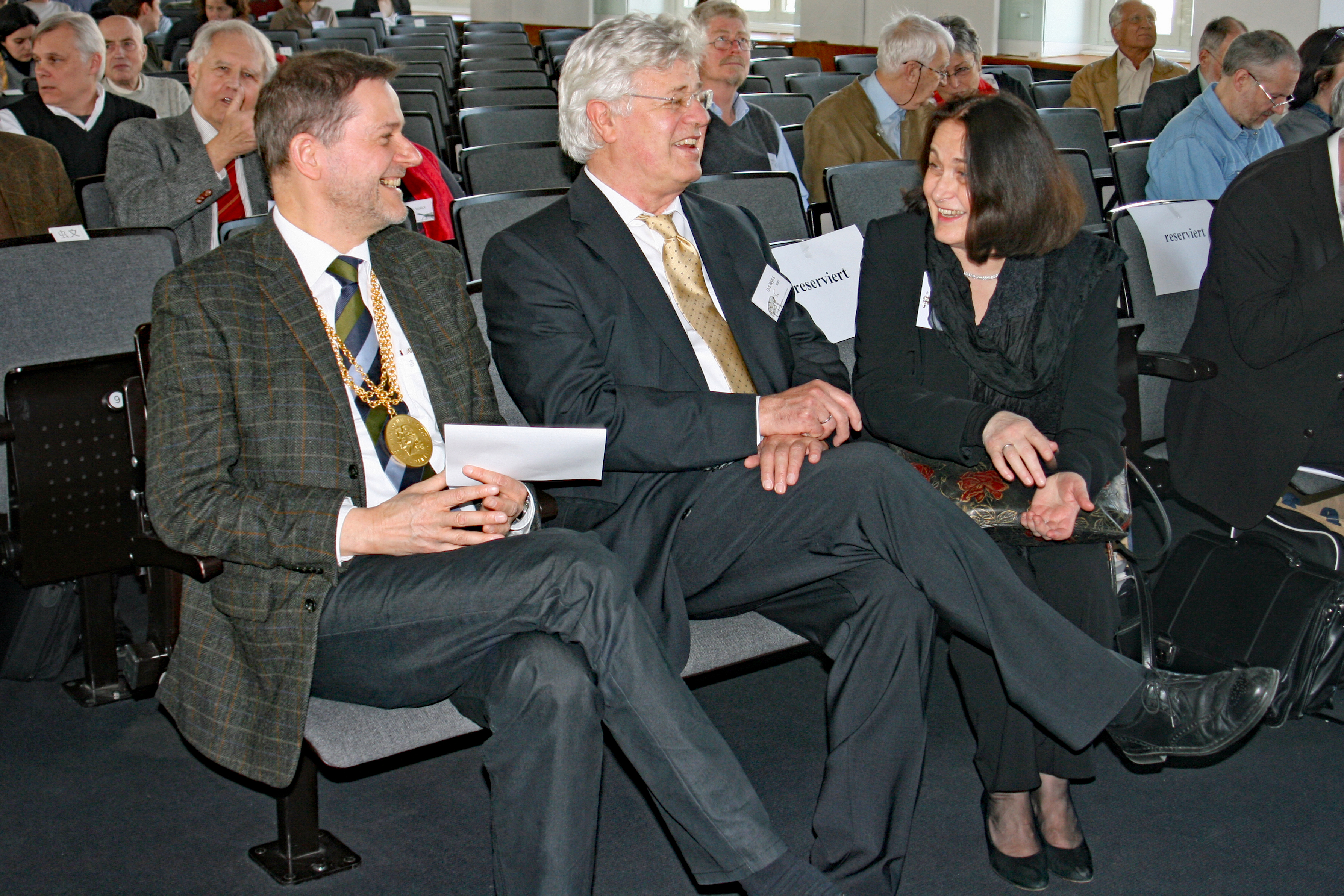
Jan Hendrik Olbertz (damals Präsident der Humboldt-Universität), Urs Wyss und Annelene Wyss-Wortmann 2011 in der Aula der Humboldt-Universität Berlin

1990 lehnte Urs Wyss einen Ruf an die Universität Hohenheim ab. Er blieb in Kiel, war von 1992 bis 1994 Dekan der Agrarwissenschaftliche Fakultät und wurde dort 2004 emeritiert. Urs Wyss lebt mit seiner zweiten Frau Annelene (genannt Lea) Wyss-Wortmann in Kiel. Unter der Bezeichnung Entofilm produziert er Filme über im Pflanzenbau nützliche und schädliche Gliederfüßer. Zu seinem 75. Geburtstag waren es schon über 70 Filme zu diesem Thema.

## Ehrungen
- 1988: Fellow der Society of Nematologists (USA)
- 1998 Anton-de-Bary-Medaille der Deutschen Phytomedizinischen Gesellschaft
- 2011 Karl-Escherich-Medaille der Deutschen Gesellschaft für allgemeine und angewandte Entomologie[1]

## Wissenschaftliche Filme
- Urs Wyss: Trichodorus similis (Nematoda) – Saugen an Wurzeln von Sämlingen (Rübsen). Institut für den Wissenschaftlichen Film (IWF), Göttingen (1970) 1971. doi:10.3203/IWF/E-1763
- Urs Wyss: Tylenchorhynchus dubius (Nematoda) – Saugen an Wurzeln von Sämlingen (Rübsen). IWF, Göttingen (1971) 1973. doi:10.3203/IWF/E-1902
- Urs Wyss: Trichodorus similis (Nematoda) – Embryonalentwicklung. IWF, Göttingen (1971) 1973. doi:10.3203/IWF/E-1910
- Urs Wyss: Longidorus elongatus (Nematoda) – Embryonalentwicklung. IWF, Göttingen (1972) 1974. doi:10.3203/IWF/E-2046
- Urs Wyss: Trichodorus similis (Nematoda) – Reaktion der Protoplasten von Wurzelhaaren (Nicotiana tabacum) auf den Saugvorgang. IWF, Göttingen (1973) 1974. doi:10.3203/IWF/E-2045
- Urs Wyss: Xiphinema index (Nematoda) – Saugen an Wurzeln von Sämlingen (Feige). IWF, Göttingen (1975) 1977. doi:10.3203/IWF/E-2375
- Urs Wyss: Monochus aquaticus (Nematoda) – Beuteerwerb und Nahrungsaufnahme. IWF, Göttingen (1975) 1978. doi:10.3203/IWF/E-2376
- Urs Wyss, Joachim Müller: Entwicklung des Zystennematoden Heterodera schachtii. IWF, Göttingen (1979) 1980. doi:10.3203/IWF/C-1387
- Joachim Müller, Urs Wyss: Pflanzenschädigung durch sedentäre Wurzelnematoden. IWF, Göttingen (1982) 1983. doi:10.3203/IWF/C-1485
- Urs Wyss: Reaktion von Wurzelzellen (Ficus carica) auf die Saugtätigkeit des Nematoden Xiphinema index. IWF, Göttingen (1986) 1988. doi:10.3203/IWF/D-1657
- Urs Wyss, Birgit Nordbring-Hertz, Hans-Börje Jansson: Nematodenbefall durch Zoosporen von Catenaria anguillulae. IWF, Göttingen (1991) 1994. doi:10.3203/IWF/C-1868
- Urs Wyss, Birgit Nordbring-Hertz, Hans-Börje Jansson: Nematodenbefall durch Konidien von Drechmeria coniospora. IWF, Göttingen (1993) 1994. doi:10.3203/IWF/C-1869
- Urs Wyss, Ulrich Zunke: Heterodera schachtii (Nematoda) – Verhalten im Innern von Wurzeln (Raps). IWF, Göttingen (1985) 1986. doi:10.3203/IWF/E-2904
- Urs Wyss, Gunnar Mölck, Gert Petersen: Virusvektur Blattlaus. STUMM-FILM Dr. Rolf Stumm Medien GmbH, Ludwigsburg 2003.
- rund 80 weitere Filme über Nutz- und Schadarthropoden seit 2004 (siehe Weblinks: Entofilm)